# Single Collection + Nikopachi
Single Collection + Nikopachi  é a segunda coletânea de Maaya Sakamoto. Foi lançada em 30 de julho de 2003 pela Victor Entertainment e possui 16 faixas. Foi relançado em 2010 pela FlyingDog (subsidiária da Victor Entertainment criada posteriormente), além de um lançamento nos Estados Unidos em 2006 pela Geneon Entertainment.

## Produção
As músicas escolhidas para esta coletânea são de trabalhos feitos para animes, ou músicas compostas para singles de músicas compostas para animações japonesas, chamadas de lados B. Todas compostas e produzidas por Yoko Kanno, expandindo a parceria com Sakamoto pelo sexto álbum consecutivo. A parceria com Tim Jensen para criar letras em inglês se estende, até mesmo com a participação de Mayu Jensen, sua esposa, que juntos formam a dupla troy. O casal, além do vocalista Steve Conte, que participa de uma música, são colaboradores frequentes da compositora Yoko Kanno, e trabalharam em outras trilhas de animes com ela, como Cowboy Bebop. A música "THE GARDEN OF EVERYTHING ~Denki Rocket ni Kimi wo Tsurete~" usa uma submelodia das danças polovetsianas, de Alexandr Borodin.
Houve gravações nos Estados Unidos e na Itália. A capa do lançamento americano tem uma leve diferença da original, o título em alfabeto latino.
Uma edição limitada contendo um DVD também foi lançada, o DVD tem os videoclipes das músicas "Mameshiba" e "Hashiru", de outros álbuns; além de um making-of e material de bastidores.

## Recepção
O álbum ficou onze semanas no Oricon Albums Chart, chegando à 3ª posição.
Ao analisar o álbum, o CD Journal elogiou bastante a música "Hemisphere", dizendo que "só a habilidade da cantora de manipular melodias complexas é prova de sua presença", destacando também a composição de Yoko Kanno e o papel dos instrumentos de corda na canção.

## Legado
Há várias músicas que foram compostas para animes e jogos eletrônicos: "Bike", do anime Earth Girl Arjuna; "Kimidori" do jogo de PlayStation 2 Shirachuu Tankenbu; "Shippo no Uta" e "Midori no Hane" do jogo de Dreamcast Napple Tale ~Arsia in Daydream~; "Gravity", encerramento de Wolf's Rain; "Yubiwa", de Escaflowne - O Filme; "Hemisphere" e "Tune the Rainbow", de obras do anime RahXephon, onde Sakamoto também faz a voz da personagem Reika Mishima.
Todos os singles escolhidos para serem inclusos no álbum atingiram posições no Oricon Singles Chart. "Yubiwa" na 30ª, "Shippo no Uta" na 39ª, "Hemisphere" na 22ª, "Gravity" na 23ª e "Tune the Rainbow" na 9ª. 

## Faixas
| N.º            | Título                                                                           | Letras                      | Música                       | Arranjo        | Duração |  |
| 1.             | "Yoake no Octave"                                                                | Hiroshi Ichikura            | Yoko Kanno                   | Y. Kanno       | 1:51    |  |
| 2.             | "Hemisphere" (abertura de RahXephon)                                             | Yuho Iwasato                | Y. Kanno                     | Y. Kanno       | 4:11    |  |
| 3.             | "Danielle"                                                                       | troy                        | Y. Kanno                     | Y. Kanno       | 3:50    |  |
| 4.             | "Bike" (5º encerramento de Earth Girl Arjuna)                                    | Y. Iwasato                  | Y. Kanno                     | Y. Kanno       | 5:14    |  |
| 5.             | "Shippo no Uta" (abertura de Napple Tale ~Arsia in Daydream~)                    | H. Ichikura                 | Y. Kanno                     | Y. Kanno       | 2:45    |  |
| 6.             | "Yubiwa -23 Carat-" (encerramento de Escaflowne - O Filme)                       | Y. Iwasato                  | Y. Kanno                     | Y. Kanno       | 3:43    |  |
| 7.             | "Ongaku"                                                                         | Y. Iwasato                  | Y. Kanno                     | Y. Kanno       | 4:48    |  |
| 8.             | "Midori no Hane" (de Napple Tale ~Arsia in Daydream~)                            | H. Ichikura                 | Y. Kanno                     | Y. Kanno       | 2:52    |  |
| 9.             | "Shima Shima"                                                                    | M. Sakamoto                 | Y. Kanno                     | Y. Kanno       | 4:49    |  |
| 10.            | "Kimidori" (de Shirachuu Tankenbu)                                               | M. Sakamoto                 | Y. Kanno                     | Y. Kanno       | 5:04    |  |
| 11.            | "tune the rainbow" (encerramento de RahXephon Tagen Hensoukyoku)                 | Y. Iwasato                  | Y. Kanno                     | Y. Kanno       | 5:34    |  |
| 12.            | "toto"                                                                           | Tim Jensen                  | Y. Kanno                     | Y. Kanno       | 4:26    |  |
| 13.            | "here"                                                                           | T. Jensen                   | Y. Kanno                     | Y. Kanno       | 5:08    |  |
| 14.            | "Vector"                                                                         | T. Jensen                   | Y. Kanno                     | Y. Kanno       | 5:17    |  |
| 15.            | "THE GARDEN OF EVERYTHING ～Denki Rocket ni Kimi wo Tsurete～" (com Steve Conte) | Chris Mosdell e M. Sakamoto | Y. Kanno e Alexander Borodin | Y. Kanno       | 6:23    |  |
| 16.            | "gravity" (encerramento de Wolf's Rain)                                          | troy                        | Y. Kanno                     | Y. Kanno       | 3:17    |  |
| Duração total: | Duração total:                                                                   | Duração total:              | Duração total:               | Duração total: | 69:12   |  |